# Résultats électoraux de Gouin
Les résultats électoraux de Gouin, depuis la création de la circonscription  en 1965, sont inscrits dans les tableaux ci-dessous.
| Aller aux résultats d'une élection                                                                                          |
| --- |
| 1966 • 1970 • 1973 • 1976 • 1981 • 1985 • 1989 • 1994 • 1998 • 2003 • 2004 • 2007 • 2008 • 2012 • 2014 • 2017 • 2018 • 2022 |

## Résultats

### Évolution pour les principaux partis
| |
| - Parti libéral - Union nationale (ancien) - Crédit social (ancien) - Parti québécois - Action démocratique (ancien) - Québec solidaire - Coalition avenir - Parti conservateur |

### Résultats détaillés
|                                                                                               | Nom                             | Parti            | Nombre de voix | %      | Maj.   |
| --------------------------------------------------------------------------------------------- | ------------------------------- | ---------------- | -------------- | ------ | ------ |
|                                                                                               | Gabriel Nadeau-Dubois (sortant) | Québec solidaire | 17 283         | 59,4 % | 13 321 |
|                                                                                               | Vincent Delorme                 | Parti québécois  | 3 962          | 13,6 % | -      |
|                                                                                               | Catherine Pelletier             | Coalition avenir | 3 596          | 12,4 % | -      |
|                                                                                               | Rita Ikhouane                   | Libéral          | 2 444          | 8,4 %  | -      |
|                                                                                               | Jayson Paquette Gendron         | Conservateur     | 903            | 3,1 %  | -      |
|                                                                                               | Valérie Vedrines                | Vert             | 602            | 2,1 %  | -      |
|                                                                                               | Chef Thémis                     | Parti culinaire  | 199            | 0,7 %  | -      |
|                                                                                               | Jean-Benoit Garneau-Bédard      | Parti nul        | 89             | 0,3 %  | -      |
| Total                                                                                         | Total                           | Total            | 29 078         | 100 %  |        |
| Le taux de participation lors de l'élection était de 69,6 % et 256 bulletins ont été rejetés. |                                 |                  |                |        |        |

|                                                                                               | Nom                             | Parti            | Nombre de voix | %      | Maj.   |
| --------------------------------------------------------------------------------------------- | ------------------------------- | ---------------- | -------------- | ------ | ------ |
|                                                                                               | Gabriel Nadeau-Dubois (sortant) | Québec solidaire | 17 977         | 59,1 % | 13 454 |
|                                                                                               | Olivier Gignac                  | Parti québécois  | 4 523          | 14,9 % | -      |
|                                                                                               | Alessandra Lubrina              | Libéral          | 3 483          | 11,5 % | -      |
|                                                                                               | Arianne Lebel                   | Coalition avenir | 3 011          | 9,9 %  | -      |
|                                                                                               | Alice Sécheresse                | Vert             | 1 049          | 3,5 %  | -      |
|                                                                                               | Jenny Cartwright                | Parti nul        | 246            | 0,8 %  | -      |
|                                                                                               | Ana da Silva                    | Bloc pot         | 110            | 0,4 %  | -      |
| Total                                                                                         | Total                           | Total            | 30 399         | 100 %  |        |
| Le taux de participation lors de l'élection était de 69,6 % et 370 bulletins ont été rejetés. |                                 |                  |                |        |        |

|                                                                                               | Nom                               | Parti                        | Nombre de voix | %      | Maj.  |
| --------------------------------------------------------------------------------------------- | --------------------------------- | ---------------------------- | -------------- | ------ | ----- |
|                                                                                               | Gabriel Nadeau-Dubois             | Québec solidaire             | 9 832          | 69,2 % | 8 563 |
|                                                                                               | Jonathan Marleau                  | Libéral                      | 1 269          | 8,9 %  | -     |
|                                                                                               | Vanessa Dion                      | Option nationale             | 1 116          | 7,9 %  | -     |
|                                                                                               | Benjamin Bélair                   | Coalition avenir             | 954            | 6,7 %  | -     |
|                                                                                               | Alex Tyrrell                      | Vert                         | 651            | 4,6 %  | -     |
|                                                                                               | Jean-Patrick Berthiaume           | Bloc pot                     | 113            | 0,8 %  | -     |
|                                                                                               | Alexandre Cormier-Denis           | Parti indépendantiste (2008) | 81             | 0,6 %  | -     |
|                                                                                               | Samuel Fillion-Doiron             | Conservateur                 | 70             | 0,5 %  | -     |
|                                                                                               | Nicole Goulet                     | Citoyens au pouvoir          | 34             | 0,2 %  | -     |
|                                                                                               | Michel Leclerc                    | Parti libre                  | 34             | 0,2 %  | -     |
|                                                                                               | François-Xavier Richard-Choquette | Indépendant                  | 24             | 0,2 %  | -     |
|                                                                                               | Sébastien Théodore                | Indépendant                  | 15             | 0,1 %  | -     |
|                                                                                               | Louis Chandonnet                  | Équipe autonomiste           | 12             | 0,1 %  | -     |
| Total                                                                                         | Total                             | Total                        | 14 205         | 100 %  |       |
| Le taux de participation lors de l'élection était de 32,7 % et 243 bulletins ont été rejetés. |                                   |                              |                |        |       |

|                                                                                               | Nom                        | Parti            | Nombre de voix | %      | Maj.  |
| --------------------------------------------------------------------------------------------- | -------------------------- | ---------------- | -------------- | ------ | ----- |
|                                                                                               | Françoise David (sortant)  | Québec solidaire | 16 155         | 51 %   | 9 717 |
|                                                                                               | Louise Mailloux            | Parti québécois  | 6 438          | 20,3 % | -     |
|                                                                                               | Cheraquie Auguste-Constant | Libéral          | 5 642          | 17,8 % | -     |
|                                                                                               | Paul Franche               | Coalition avenir | 2 748          | 8,7 %  | -     |
|                                                                                               | Olivier Lacelle            | Option nationale | 358            | 1,1 %  | -     |
|                                                                                               | Marc Boulanger             | Parti nul        | 351            | 1,1 %  | -     |
| Total                                                                                         | Total                      | Total            | 31 692         | 100 %  |       |
| Le taux de participation lors de l'élection était de 73,2 % et 385 bulletins ont été rejetés. |                            |                  |                |        |       |

|                                                                                               | Nom                      | Parti            | Nombre de voix | %      | Maj.  |
| --------------------------------------------------------------------------------------------- | ------------------------ | ---------------- | -------------- | ------ | ----- |
|                                                                                               | Françoise David          | Québec solidaire | 15 483         | 46 %   | 4 556 |
|                                                                                               | Nicolas Girard (sortant) | Parti québécois  | 10 927         | 32,5 % | -     |
|                                                                                               | Anson Duran              | Libéral          | 3 924          | 11,7 % | -     |
|                                                                                               | Bernard Labadie          | Coalition avenir | 2 713          | 8,1 %  | -     |
|                                                                                               | Sameer Muldeen           | Vert             | 448            | 1,3 %  | -     |
|                                                                                               | Gilles Guibord           | Unité nationale  | 143            | 0,4 %  | -     |
| Total                                                                                         | Total                    | Total            | 33 638         | 100 %  |       |
| Le taux de participation lors de l'élection était de 77,9 % et 339 bulletins ont été rejetés. |                          |                  |                |        |       |

|                                                                                             | Nom                      | Parti                        | Nombre de voix | %      | Maj.  |
| ------------------------------------------------------------------------------------------- | ------------------------ | ---------------------------- | -------------- | ------ | ----- |
|                                                                                             | Nicolas Girard (sortant) | Parti québécois              | 10 276         | 41,2 % | 2 329 |
|                                                                                             | Françoise David          | Québec solidaire             | 7 947          | 31,8 % | -     |
|                                                                                             | Edith Keays              | Libéral                      | 4 972          | 19,9 % | -     |
|                                                                                             | Carole Giroux            | Action démocratique          | 895            | 3,6 %  | -     |
|                                                                                             | Stephen Marchant         | Vert                         | 753            | 3 %    | -     |
|                                                                                             | Jonathan Godin           | Parti indépendantiste (2008) | 110            | 0,4 %  | -     |
| Total                                                                                       | Total                    | Total                        | 24 953         | 100 %  |       |
| Le taux de participation lors de l'élection était de 58 % et 321 bulletins ont été rejetés. |                          |                              |                |        |       |

|                                                                                               | Nom                      | Parti               | Nombre de voix | %      | Maj.  |
| --------------------------------------------------------------------------------------------- | ------------------------ | ------------------- | -------------- | ------ | ----- |
|                                                                                               | Nicolas Girard (sortant) | Parti québécois     | 11 318         | 37,2 % | 3 408 |
|                                                                                               | Françoise David          | Québec solidaire    | 7 910          | 26 %   | -     |
|                                                                                               | Nathalie Rivard          | Libéral             | 5 612          | 18,5 % | -     |
|                                                                                               | Jean-Philip Ruel         | Action démocratique | 3 540          | 11,7 % | -     |
|                                                                                               | Yohan Tremblay           | Vert                | 1 750          | 5,8 %  | -     |
|                                                                                               | Hugô St-Onge             | Bloc pot            | 147            | 0,5 %  | -     |
|                                                                                               | Jocelyne Leduc           | Sans désignation    | 109            | 0,4 %  | -     |
| Total                                                                                         | Total                    | Total               | 30 386         | 100 %  |       |
| Le taux de participation lors de l'élection était de 70,1 % et 281 bulletins ont été rejetés. |                          |                     |                |        |       |

|                                                                                               | Nom               | Parti               | Nombre de voix | %      | Maj.  |
| --------------------------------------------------------------------------------------------- | ----------------- | ------------------- | -------------- | ------ | ----- |
|                                                                                               | Nicolas Girard    | Parti québécois     | 8 661          | 57,8 % | 5 016 |
|                                                                                               | Edith Keays       | Libéral             | 3 645          | 24,3 % | -     |
|                                                                                               | Gaétan Breton     | UFP                 | 1 195          | 8 %    | -     |
|                                                                                               | Stéphane Deschêne | Action démocratique | 749            | 5 %    | -     |
|                                                                                               | Christian Lajoie  | Vert                | 558            | 3,7 %  | -     |
|                                                                                               | Hugô St-Onge      | Bloc pot            | 148            | 1 %    | -     |
|                                                                                               | Régent Millette   | Sans désignation    | 33             | 0,2 %  | -     |
| Total                                                                                         | Total             | Total               | 14 989         | 100 %  |       |
| Le taux de participation lors de l'élection était de 34,5 % et 123 bulletins ont été rejetés. |                   |                     |                |        |       |

|                                                                                             | Nom                       | Parti               | Nombre de voix | %      | Maj.  |
| ------------------------------------------------------------------------------------------- | ------------------------- | ------------------- | -------------- | ------ | ----- |
|                                                                                             | André Boisclair (sortant) | Parti québécois     | 15 890         | 53,3 % | 6 894 |
|                                                                                             | William Aguillar          | Libéral             | 8 996          | 30,2 % | -     |
|                                                                                             | Stéphane Deschênes        | Action démocratique | 2 456          | 8,2 %  | -     |
|                                                                                             | Colette Provost           | UFP                 | 1 397          | 4,7 %  | -     |
|                                                                                             | Pierrette Chevalier       | Vert                | 584            | 2 %    | -     |
|                                                                                             | Hugô St-Onge              | Bloc pot            | 465            | 1,6 %  | -     |
| Total                                                                                       | Total                     | Total               | 29 788         | 100 %  |       |
| Le taux de participation lors de l'élection était de 68 % et 466 bulletins ont été rejetés. |                           |                     |                |        |       |

|                                                                                               | Nom                       | Parti                 | Nombre de voix | %      | Maj.  |
| --------------------------------------------------------------------------------------------- | ------------------------- | --------------------- | -------------- | ------ | ----- |
|                                                                                               | André Boisclair (sortant) | Parti québécois       | 16 097         | 52,7 % | 5 824 |
|                                                                                               | Michelle Daisne           | Libéral               | 10 273         | 33,6 % | -     |
|                                                                                               | Patricia St-Jacques       | Action démocratique   | 3 276          | 10,7 % | -     |
|                                                                                               | Geneviève Ricard          | Démocratie socialiste | 624            | 2 %    | -     |
|                                                                                               | Claude Brunelle           | Marxiste-léniniste    | 149            | 0,5 %  | -     |
|                                                                                               | Athanasios Ntouskas       | Communiste            | 75             | 0,2 %  | -     |
|                                                                                               | Annette Kouri             | Sans désignation      | 61             | 0,2 %  | -     |
| Total                                                                                         | Total                     | Total                 | 30 555         | 100 %  |       |
| Le taux de participation lors de l'élection était de 74,4 % et 450 bulletins ont été rejetés. |                           |                       |                |        |       |

|                                                                                             | Nom                       | Parti                | Nombre de voix | %      | Maj.  |
| ------------------------------------------------------------------------------------------- | ------------------------- | -------------------- | -------------- | ------ | ----- |
|                                                                                             | André Boisclair (sortant) | Parti québécois      | 17 305         | 56,4 % | 6 361 |
|                                                                                             | Athena Efraim             | Libéral              | 10 944         | 35,7 % | -     |
|                                                                                             | Hans Marotte              | NPD Québec           | 1 428          | 4,7 %  | -     |
|                                                                                             | Sylviane Morin            | Sans désignation     | 458            | 1,5 %  | -     |
|                                                                                             | Alain-Édouard Lord        | Loi naturelle        | 263            | 0,9 %  | -     |
|                                                                                             | Serge Lachapelle          | Marxiste-léniniste   | 142            | 0,5 %  | -     |
|                                                                                             | Pierre Adwin              | République du Canada | 132            | 0,4 %  | -     |
| Total                                                                                       | Total                     | Total                | 30 672         | 100 %  |       |
| Le taux de participation lors de l'élection était de 80 % et 765 bulletins ont été rejetés. |                           |                      |                |        |       |

|                                                                                               | Nom             | Parti                | Nombre de voix | %      | Maj.  |
| --------------------------------------------------------------------------------------------- | --------------- | -------------------- | -------------- | ------ | ----- |
|                                                                                               | André Boisclair | Parti québécois      | 10 568         | 51 %   | 2 185 |
|                                                                                               | Normand Hamel   | Libéral              | 8 383          | 40,5 % | -     |
|                                                                                               | Sylvain Auclair | Vert                 | 929            | 4,5 %  | -     |
|                                                                                               | Paul Monpetit   | NPD Québec           | 482            | 2,3 %  | -     |
|                                                                                               | Gilles Bourque  | Travailleurs         | 186            | 0,9 %  | -     |
|                                                                                               | Michelle Dufort | Marxiste-léniniste   | 63             | 0,3 %  | -     |
|                                                                                               | Denis Gervais   | Communiste           | 52             | 0,3 %  | -     |
|                                                                                               | Yvan Commeau    | Mouvement socialiste | 46             | 0,2 %  | -     |
| Total                                                                                         | Total           | Total                | 20 709         | 100 %  |       |
| Le taux de participation lors de l'élection était de 73,5 % et 459 bulletins ont été rejetés. |                 |                      |                |        |       |

|                                                                                               | Nom                         | Parti                        | Nombre de voix | %      | Maj. |
| --------------------------------------------------------------------------------------------- | --------------------------- | ---------------------------- | -------------- | ------ | ---- |
|                                                                                               | Jacques Rochefort (sortant) | Parti québécois              | 11 212         | 48,5 % | 722  |
|                                                                                               | Jean l'Abbé                 | Libéral                      | 10 490         | 45,3 % | -    |
|                                                                                               | Jacques Desrosiers          | NPD Québec                   | 665            | 2,9 %  | -    |
|                                                                                               | Yvon J. Hachey              | Parti indépendantiste (2008) | 341            | 1,5 %  | -    |
|                                                                                               | Lorenzo Bonneau             | Communiste                   | 181            | 0,8 %  | -    |
|                                                                                               | Hernani Da Costa            | Parti humaniste              | 146            | 0,6 %  | -    |
|                                                                                               | Richard Ritarose            | Commonwealth du Canada       | 52             | 0,2 %  | -    |
|                                                                                               | Jean-François Cloutier      | Socialisme chrétien          | 51             | 0,2 %  | -    |
| Total                                                                                         | Total                       | Total                        | 23 138         | 100 %  |      |
| Le taux de participation lors de l'élection était de 73,8 % et 428 bulletins ont été rejetés. |                             |                              |                |        |      |

|                                                                                               | Nom                | Parti              | Nombre de voix | %      | Maj.  |
| --------------------------------------------------------------------------------------------- | ------------------ | ------------------ | -------------- | ------ | ----- |
|                                                                                               | Jacques Rochefort  | Parti québécois    | 15 563         | 57,8 % | 5 209 |
|                                                                                               | Jean Longpré       | Libéral            | 10 354         | 38,4 % | -     |
|                                                                                               | Gilles Leblanc     | Union nationale    | 607            | 2,3 %  | -     |
|                                                                                               | Louise Baillargeon | Communiste ouvrier | 159            | 0,6 %  | -     |
|                                                                                               | Claude Demers      | Communiste         | 78             | 0,3 %  | -     |
|                                                                                               | Bernard Deslières  | Marxiste-léniniste | 67             | 0,2 %  | -     |
|                                                                                               | Lorenzo Bonneau    | Sans désignation   | 66             | 0,2 %  | -     |
|                                                                                               | Camille Marquis    | Crédit social uni  | 48             | 0,2 %  | -     |
| Total                                                                                         | Total              | Total              | 26 942         | 100 %  |       |
| Le taux de participation lors de l'élection était de 80,6 % et 333 bulletins ont été rejetés. |                    |                    |                |        |       |

|                                                                                               | Nom                     | Parti                 | Nombre de voix | %      | Maj.  |
| --------------------------------------------------------------------------------------------- | ----------------------- | --------------------- | -------------- | ------ | ----- |
|                                                                                               | Rodrigue Tremblay       | Parti québécois       | 14 360         | 53,5 % | 5 345 |
|                                                                                               | Jean-Marie Beauregard   | Libéral               | 9 015          | 33,6 % | -     |
|                                                                                               | Yves Roy                | Union nationale       | 2 482          | 9,3 %  | -     |
|                                                                                               | Jean-Alfred Levesque    | Ralliement créditiste | 797            | 3 %    | -     |
|                                                                                               | Céline Lenoir Boulanger | Travailleurs          | 94             | 0,4 %  | -     |
|                                                                                               | Wilbray Thiffault       | NPD Québec            | 78             | 0,3 %  | -     |
| Total                                                                                         | Total                   | Total                 | 26 826         | 100 %  |       |
| Le taux de participation lors de l'élection était de 84,5 % et 664 bulletins ont été rejetés. |                         |                       |                |        |       |

|                                                                                               | Nom                   | Parti           | Nombre de voix | %      | Maj. |
| --------------------------------------------------------------------------------------------- | --------------------- | --------------- | -------------- | ------ | ---- |
|                                                                                               | Jean-Marie Beauregard | Libéral         | 12 506         | 48,1 % | 636  |
|                                                                                               | Guy Joron (sortant)   | Parti québécois | 11 870         | 45,6 % | -    |
|                                                                                               | Yves Roy              | Créditiste      | 1 078          | 4,1 %  | -    |
|                                                                                               | Michel Aymot          | Union nationale | 560            | 2,2 %  | -    |
| Total                                                                                         | Total                 | Total           | 26 014         | 100 %  |      |
| Le taux de participation lors de l'élection était de 78,2 % et 694 bulletins ont été rejetés. |                       |                 |                |        |      |

|                                                                                               | Nom                    | Parti                 | Nombre de voix | %      | Maj. |
| --------------------------------------------------------------------------------------------- | ---------------------- | --------------------- | -------------- | ------ | ---- |
|                                                                                               | Guy Joron              | Parti québécois       | 14 070         | 40,9 % | 12   |
|                                                                                               | Yves Michaud (sortant) | Libéral               | 14 058         | 40,8 % | -    |
|                                                                                               | Louis Chantigny        | Union nationale       | 5 053          | 14,7 % | -    |
|                                                                                               | Edward Bowen           | Ralliement créditiste | 1 242          | 3,6 %  | -    |
| Total                                                                                         | Total                  | Total                 | 34 423         | 100 %  |      |
| Le taux de participation lors de l'élection était de 78,9 % et 882 bulletins ont été rejetés. |                        |                       |                |        |      |

|                                                                                               | Nom                | Parti               | Nombre de voix | %      | Maj.  |
| --------------------------------------------------------------------------------------------- | ------------------ | ------------------- | -------------- | ------ | ----- |
|                                                                                               | Yves Michaud       | Libéral             | 12 916         | 47,3 % | 2 799 |
|                                                                                               | Gérard Gosselin    | Union nationale     | 10 117         | 37,1 % | -     |
|                                                                                               | Bernard Morrier    | RIN                 | 3 507          | 12,8 % | -     |
|                                                                                               | Jean Lefebvre      | Ralliement national | 646            | 2,4 %  | -     |
|                                                                                               | Charles-Henri Lutz | Communiste          | 108            | 0,4 %  | -     |
| Total                                                                                         | Total              | Total               | 27 294         | 100 %  |       |
| Le taux de participation lors de l'élection était de 61,8 % et 566 bulletins ont été rejetés. |                    |                     |                |        |       |